# Zbigniew Romek
Zbigniew Romek (ur. 30 września 1954 w Warszawie) – polski historyk, bada dzieje myśli społecznej i politycznej XX–XXI wieku, szczególnie interesuje się wykorzystaniem myśli historycznej w polityce.

## Życiorys
Absolwent historii Uniwersytetu Łódzkiego (1979). Doktorat w Instytucie Historii PAN w 1991 roku, promotor: prof. dr hab. Krystyna Śreniowska. Habilitacja tamże w 2011 roku. Tytuł profesora w dziedzinie nauk humanistycznych w dyscyplinie historia nadany 18 lutego 2025 roku. W latach 1979–1982 pracował jako nauczyciel historii w szkołach warszawskich. Od 1982 do 1990 roku w Archiwum Uniwersytetu Warszawskiego (1987–1990 dyrektor AUW). Od 1990 do 1994 w Instytucie Bibliotekoznawstwa i Informacji Naukowej Uniwersytetu Warszawskiego. W latach 1991–2018 zatrudniony w  Instytucie Historii PAN. Od 2014 pracuje na Wydziale Nauk Politycznych Akademii Humanistycznej im. Aleksandra Gieysztora w Pułtusku; aktualnie Akademia Finansów i Biznesu Vistula, Wydział Humanistyczny w Pułtusku.

## Wybrane publikacje

### Książki
- Olgierd Górka, Historyk w służbie myśli propaństwowej (1908–1955), Warszawa: Semper 1997.
- (redakcja) Cenzura w PRL. Relacje historyków, Warszawa:: Wydawnictwo Neriton - Instytut Historii PAN 2000.
- Cenzura a nauka historyczna w Polsce 1944-1970, Warszawa: Wydawnictwo Neriton - Instytut Historii PAN 2010.
- (współredakcja) Badacze przeszłości wobec wyzwań XIX-XXI wieku, Wyd. Neriton, PTH, IH PAN, Warszawa 2013.
- (współredakcja) Cenzura w PRL. Analiza zjawiska, Wydz. Dziennikarstwa, Informacji i Bibliologii Uniwersytetu Warszawskiego, Oficyna Wydawnicza ASPRA-JR, Warszawa 2017
- (współredakcja) Cenzuro wróć? Mechanizmy ograniczania wolności słowa w Polsce po 1990 roku, Wydz. Dziennikarstwa, Informacji i Bibliologii Uniwersytetu Warszawskiego, Wydział Nauk Politycznych Akademii Humanistycznej im. A. Gieysztora w Pułtusku, Oficyna Wydawnicza ASPRA-JR, Pułtusk-Warszawa 2018.
- Pokolenie Marca'68. Wariant łódzki, Wydawnictwo Akademii Finansów i Biznesu Vistula, Warszawa 2022.

### Artykuły
- Problem upadku Polski a program "Ateneum" w latach 1876-1901, "Kwartalnik Historii Prasy Polskiej" 1982, nr 2, s. 5-32.
- Cenzura w PRL a historiografia - pytania i problemy badawcze, [w:] Metodologiczne problemy syntezy historii historiografii polskiej, pod red. Jerzego Maternickiego, Wyd. WSP w Rzeszowie,  Rzeszów 1998, s. 287-294.
- Historycy radzieccy o historykach polskich. Uwagi o zjeździe wrocławskim (1948) i konferencji otwockiej (1951/52), [w:] Polska 1944/1945-1989. Studia i materiały, t. 4, Warszawa 1999, s. 179-203.
- Droga Leszka Kołakowskiego ku antykomunistycznej opozycji. Od ortodoksyjnej ideologii ku wolności myślenia, „Dzieje Najnowsze” 1999, z. 4, s. 139–159.
- Historycy radzieccy o historykach polskich. Uwagi o zjeździe wrocławskim (1948) i konferencji otwockiej (1951/52), „Polska 1944/1945–1989. Studia i Materiały” 4, 1999, s. 179–203.
- Kłopoty z cenzurą. Kilka refleksji zamiast wstępu, [w:] Cenzura w PRL. Relacje historyków, oprac. Zbigniew Romek, Wyd. „Neriton”, Warszawa 2000, s. 7-41.
- Krystyna Kersten – historyk dziejów najnowszych. Kartka z dziejów kształtowania się opozycji antykomunistycznej w PRL [w:] Komunizm, ideologia, system, ludzie, red. T. Szarota, Warszawa 2001, s. 217–232
- Walka z „amerykańskim zagrożeniem” w okresie stalinowskim, „Polska 1944/1945–1989. Studia i Materiały” 5, 2001, s. 173–208.
- Nauka przeciw ideologii. Współpraca historyków polskich i radzieckich po II wojnie światowej, „Dzieje Najnowsze” 2002, nr 1, s. 95–102.
- Polsko-radzieckie dyskusje wokół trzytomowej „Istorii Polszi” w latach 1950–1959 [w:] Klio polska. Studia i materiały z dziejów historiografii polskiej po II wojnie światowej, red. A. Wierzbicki, Warszawa 2004, s. 169–189.
- Cenzura kreatywna w PRL a środowisko historyków, „Przegląd Historyczny” 2006, nr 1, s. 23–37.
- Uczony pod presją. Przypadek Bogdana Suchodolskiego (maj 1949 – grudzień 1953) [w:] Klio polska. Studia i materiały z dziejów historiografii polskiej po II wojnie światowej, red. A. Wierzbicki, t. 2, Warszawa 2006, s. 67–89.
- Ludwik Kubala (1838-1918), [w:] Złota księga historiografii lwowskiej XIX i XX wieku, pod red. J. Maternickiego, przy współpracy L. Zaszkilniaka, Wyd. Uniwersytetu Rzeszowskiego, Rzeszów 2006, s. 157-180.
- Zinstytucjonalizowana autocenzura polskich historyków w czasach stalinowskich [w:] Klio polska. Studia i materiały z dziejów historiografii polskiej po II wojnie światowej, t. 3, red. A. Wierzbicki, Warszawa 2008, s. 105–142.
- Nadzieje na demokratyczną cenzurę w latach 1944-1945, [w:] Niepiękny wiek XX, komitet redakcyjny: B. Brzostek, J. Eisler, D. Jarosz, K. Kosiński, T. Wolsza, IH PAN, IPN, Warszawa 2010, s. 329-342.
- Metody pracy cenzury w PRL, [w:] Dziennikarze władzy, władza dziennikarzom. Aparat represji wobec środowiska dziennikarskiego 1945-1990, pod red. T. Wolszy i S. Ligarskiego, Instytut Pamięci Narodowej, Warszawa 2010, s.10-42.
- Marksizm jako narzędzie cenzury w nauce historycznej, [w:] Aparat represji wobec inteligencji w latach 1945-1956, red. naukowa R. Habielski, D. Rafalska, Oficyna Wydawnicza ASPRA-JR, Warszawa 2010, s. 63-77.
- Bibliografia prac profesora Andrzeja Wierzbickiego za lata 1971-2011, oprac. Zbigniew Romek i Marcin Wolniewicz, Warszawa: Instytut Historii Polskiej Akademii Nauk 2012.
- Zapomniany historyk - Stanisław Śreniowski (1912-1957), Klio Polska. Studia i materiały z dziejów historiografii polskiej XIX-XX w., red. naukowa A. Wierzbicki, t. 6, Wyd. Neriton i IHPAN, Warszawa 2012, s.75-99.
- Radio Wolna Europa na tropach fałszerstw historii w PRL lat 60. XX wieku, [w:] Badacze przeszłości wobec wyzwań XIX-XXI wieku, red. K. Błachowska, Z. Romek, M. Wolniewicz, Wyd. Neriton, PTH, IH PAN, Warszawa 2013, s. 229-247.
- Krystyna Śreniowska (1914-2013), „Dzieje Najnowsze” 2014, nr 1, s. 278-282.
- System cenzury w PRL, [w:] Tomasz Strzyżewski, Wielka księga cenzury PRL w dokumentach, Wyd. Prohibita, Warszawa 2015, s. 9-27.
- Teodor Wierzbowski 1853-1923 [w:] Portrety uczonych. Profesorowie Uniwersytetu Warszawskiego 1816-1915. Monumenta Universitatis Varsoviensis 1816-2016, Wydawnictwo Uniwersytetu Warszawskiego, Warszawa 2016, s. 472-482.
- Wizja dziejów Polski według Krakowskiej Szkoły Historycznej a podręczniki szkolne III RP, [w:] Krakowska szkoła historyczna a Polskie Towarzystwo Historyczne. Studia historiograficzne, red. Piotr Biliński, Paweł Plichta, Polskie Towarzystwo Historyczne, Instytut Studiów Międzykulturowych Uniwersytetu Jagiellońskiego, Warszawa–Kraków 2017, s.159-176.
- Warszawskie środowisko historyków historiografii ze szczególnym uwzględnieniem uczonych związanych z Instytutem Historii Polskiej Akademii Nauk, „Historia@Teoria” 2017, nr 2 (4), s. 111-120.
- Cenzura w teatrze? [w:] Cenzuro wróć? Mechanizmy ograniczania wolności słowa w Polsce po 1990 roku, red. naukowa Z. Romek, K. Kamińska-Chełminiak, Wydz. Dziennikarstwa, Informacji i Bibliologii Uniwersytetu Warszawskiego, Wydział Nauk Politycznych Akademii Humanistycznej im. A. Gieysztora w Pułtusku, Oficyna Wydawnicza ASPRA-JR, Pułtusk-Warszawa 2018, s. 149-169.
- Między asymilacją a kultywowaniem własnych tradycji. Problem mniejszości narodowych we współczesnych państwach europejskich, „Społeczeństwo i Polityka” 2018, nr 4, s. 29-39.
- Powstanie styczniowe w podręcznikach PRL. Historia na usługach ideologii i polityki, [w:] Drogi do niepodległości. Reminiscencje popowsytaniowe, red. T. Wolsza, Wyd. Neriton, Muzeum Historii Polski, Warszawa 2018, s. 203-218.
- Etos Solidarności, "Kwartalnik Kulturalny Nowy Napis. Liryka. Epika. Dramat" 2020, nr 6/7, s. 281-291.
- Lwów - miasto Polską obłąkane, [w:] Lwów w historii i kulturze polskiej, red. E. Hrycaj-Małanicz, B. Słonka-Syroka, S. Dorocki, Wyd. Muzeum Niepodległości, Lwów-Kraków 2021, s. 407-422.